# Коне Самарджиев
Вижте пояснителната страница за други личности с името Константин Самарджиев.
Константин (Коне) Георгиев Самарджиев е български просветен деец, книжар, печатар и издател от Македония.

## Биография
Самарджиев е роден в 1854 година в град Прилеп. От 1860 до 1862 година учи църковнославянския буквар и часослова във взаимното училище в родния си град при Коте Пазов и Ангел Смичков, а в 1862 – 1963 година учи при Христо Колчаков. Занимава се със самарджийство заедно с баща си. В 1880 година е избран за училищен настоятел. През 1883 година се мести в Солун и на 1 септември с помощта на Насте Стоянов и Димитър Ризов открива българска книжарница, която доставя книги за българските училища и библиотеки в цяла Македония. В 1888 година обзавежда българско отделение към италианската печатница на Салваторе Муратори и печата всички български учебници за началните училища и някои за прогимназиалните. От 1889 година Самарджиев започва да печата и литаратурно-етнографското научно списание „Книжици за прочит“, в което публикуват научни трудове на Димитър Матов, Васил Кънчов, Марин Дринов, Андрей Тошев.
Всяка година Самарджиев отпечатва и „Македонский календар – Св. Кирил и Методий", под редакцията на Димитър Ризов, който събира статии, научни изследвания, стихотворения от видни учени и общественици в България, като Иван Вазов, Петко Славейков, Марин Дринов, Трайко Китанчев, Константин Мишайков, Андрей Ляпчев, Константин Величков и ги праща за отпечатване в Солун. „Македонский календар“ и „Книжици за прочит“ са единствените периодични български печатни издания в Османската империя по това време. През 1892 година Самарджиев и Насте Стоянов са арестувани и изпратени на заточение в Кония заради печатаната и разпространявана от тях литература. Според сведения от периодичния печат при отпътуването им са изпратени от 150 граждани на солунското пристанище.
В 1897 година Самарджиев е сред дванадесетте основатели на Българското тайно революционно братство в Солун.
В 1903 година печатницата на Самарджиев е затворена и започва отново работа едва след Младотурската революция през 1908 година, когато е преустроена. Обзаведена е с две големи печатарски машини и две американки. Самарджиев печата изданията „Културно единство“, „Отечество“ (1909) и „Искра“ (1911 – 1912).
Самарджиев е противник на революционната борба сред Хуриета. В 1910 година се среща с министър Андрей Ляпчев и го укорява, че правителството е спомогнало за възстановянето на ВМОРО и е „пуснало войводите в Македония“, а Ляпчев му отговаря, че целта на кабинета е да се компрометира младотурския режим.
През юни 1911 година Самарджиев подкрепя инициативата за създаване на легална политическа партия на българите в Османската империя – проект, който пропада поради засилването на политическото напрежение и избухването на Балканската война.
Самарджиев умира в Солун през май 1912 година. На следната 1913 година печатницата му е опожарена по време на Междусъюзническата война.
Самарджиев е баща на учителя и революционер Йордан Самарджиев. Сестра му Анастасия (Таса) е женена в щипския род Чучкови.

## Галерия
- Календарче „Св. Кириллъ и Методий“ за високосната 1884 година.   Солунъ и Прилепъ, Издава книжарницата на К. Г. Самарджиева и С-ие.
- Икономовъ, Т. Читанка за обучение въ прочитъ: Второ отдѣление,.   Солунъ, Издание и печатъ на К. Г. Самарджиевъ & Сіе, 1888.
- „Книжици за прочит“, 1889 г.
- Кѫнчовъ, Василъ. Отечествовѣдение. Учебникъ за четвърто отдѣление съставенъ споредъ новата Екзархийска програма.   Издава книжарницата на К. Г. Самарджиевъ & Сие въ Солунъ и Прилѣпъ; Издание на Хр. Г. Дановъ, Пловдивъ, 1899.
- Наумовъ, А. Читанка за трето отдѣление за първоначалните училища. Трето преработено издание.   Солунъ, Издание и печатъ на книжарницата К. Г. Самадржиевъ и С-ие. Скоропечатница на С. Муратори и С-ие, 1891.
- Спространовъ, Е. Разкази за дѣца.   Издание на книжарницата на К. Г. Самарджиевъ С-ие въ Солунъ и Прилѣпъ, Печатница на Хр. Дановъ, Пловдивъ, 1896.
- Daudet, Alphonse. Портъ-Тарсконъ или последнитѣ приключения на знаменития Тартаренъ. Превѣлъ от французски д-р Н. Димчевъ.   Солунъ, Издава книжарницата на К. Г. Самарджиевъ & Cиe, 1898.
- Восточно Церковно Пѣнїе. Цвѣтособранїе. Часть III-а Литургія.   Солунъ, Издава Печатницата на К. Г. Самарджиевъ и С-ие, 1905.
- Наумовъ, А. Букварь. Единадесето издание.   Солунъ, Издание на книжарницата К. Г. Самарджиевъ и Сіе, 1905.
- Наумовъ, А. Букварь. Дванадесето издание.   Солунъ, Издава книжарницата на К. Г. Самарджиевъ и Сие.
- Наумовъ, А. Читанка за първо отдѣление. Осмо издание.   Солунъ, Издание на книжарницата К. Г. Самарджиевъ и Сіе, 1905.
- Мирчевъ, Д. Учебникъ по български езикъ за III класъ.   Солунъ, Издава книжарницата на К. Г. Самарджиевъ и Сіе, 1906.
- Наумовъ, А. Учебникъ по смѣтанье за второ отдѣление на първоначалнитѣ училища. Трето издание.   Солунъ и Прилѣпъ, Издание и печатъ на книжарницата К. Г. Самарджиевъ и С-ие, 1907.
- Христовъ, Анастасъ. Аграрниятъ въпросъ въ Македония и Одринско.   Солунъ, Печатница на К. Г. Самарджиевъ & С-ие, 1909.